# Jan Rompski
Jan Rompski (kasz. Jón Rómpsczi; ur. 8 grudnia 1913 w Kartuzach, zm. 30 grudnia 1969 w Toruniu) – działacz kaszubski, poeta i etnograf, jeden z czołowych Zrzeszyńców.

## Życiorys

### Dzieciństwo i młodość
Jan Rompski urodził się 8 grudnia 1913 w Kartuzach, jako syn Jana i Bronisławy z d. Browarczyk. Wspominał, że stało się to przy ul. Gdańskiej 24, na parterze. Według nieudokumentowanych przekazów był jednym z bliźniąt – jego brat Brunon zmarł zaraz po narodzeniu. Jan miał siostrę Anielę, późniejszą żonę Jana Trepczyka. W swym życiorysie podał, że szkołę podstawową ukończył w 1927. Pracował jako zecer i związał się z młodymi działaczami kaszubskimi, którzy założyli Zrzeszenie Regionalne Kaszubów i od 1933 wydawali pismo Zrzesz Kaszëbskô, w którym debiutował wierszem Kiej, a później był nawet krótko redaktorem. Edukację kontynuował zaocznie w prywatnym Gimnazjum im. H. Kołłątaja w Krakowie.
W marcu 1936 naukę przerwało mu powołanie do wojska. Został wcielony do 30pp w Warszawie, gdzie przebywał do października 1936. Zwolniono go z powodów zdrowotnych, prawdopodobnie przez słaby wzrok. Zapisał się do Państwowego Gimnazjum im. Marii Magdaleny w Poznaniu i 15 października 1937 zdał w nim maturę. Znalazł pracę w szkole Tłukawach w Wielkopolsce, gdzie uczył jego szwagier Jan Trepczyk. Rompski przez jeden semestr prowadził tam kursy oświaty pozaszkolnej dla dorosłych.
Wiele wtedy pisał, m.in. stworzył dramat Vzenjik Arkonë, którego fragmenty opublikował w Zrzeszy. 25 czerwca 1936. Rozgłośnia Pomorska Polskiego Radia w Toruniu nadała (dwukrotnie) jego kaszubską sztukę Reboce. 14 lutego 1938 w Kartuzach uczestniczył w uroczystościach pogrzebowych Aleksandra Majkowskiego, którym też nadał starokaszubski charakter. Od połowy 1938 Rompski mieszkał w Wejherowie, gdzie kierował referatem opieki społecznej w Zarządzie Miejskim.

### Lata wojny
We wrześniu 1939 Jan Rompski walczył w obronie Redy, Oksywia i Gdyni, jego dowódcą był ppor. Szefka. Został aresztowany jako cywil i trafił do obozu jenieckiego Gross-Born. W grudniu 1939 zwolniono go z jako niezdolnego do pracy. Po powrocie z obozu pracował w piekarni swego kuzyna Leona Browarczyka w Wejherowie, w którym mieszkał przy ul. Sienkiewicza 10, a od 1941 w Towarzystwie Komunikacji Miejskiej w Gdyni, najpierw jako konduktor, potem jako robotnik warsztatowy. Prowadził tajne nauczanie w Wejherowie i okolicznych wsiach, pisał też dramat Reknica (prawdopodobnie 1942) i powieść autobiograficzną Wurvanô spjeva (1943-46). Od 1942 był członkiem Tajnej Organizacji Wojskowej „Gryf Kaszubski” (późniejsza TOW „Gryf Pomorski”) i pełnił funkcję II komendanta miasta Wejherowa. W konspiracji działał pod pseudonimem „Gryf”. Krótko mieszkał też w Sianowie.
Kilkakrotnie był aresztowany, m.in. w mieszkaniu Browarczyków w Wejherowie, 1 lutego 1943 w Gdyni, a 10 lutego 1944 na pogrzebie dziadka w Kartuzach, przebywał w różnych więzieniach gdańskich, a 22 marca 1944 został osadzony w Stutthofie. Tam trafił do kolonii pracy, gdzie przebywał do wyzwolenia obozu przez Armię Radziecką 9 maja 1945. Wówczas wrócił do Wejherowa i zamieszkał przy Rynku, pod nr. 7. Podczas wojny stracił większość swych rękopisów i archiwum, a część dokumentów był zmuszony odtwarzać.

### Pierwsze lata powojenne
Po wojnie znalazł się w Spółdzielni Wydawniczej Zrzesz Kaszëbskô, założonej 30 września 1945, oraz w kolegium redakcyjnym pisma, wznowionego w Wejherowie. Do marca 1947 był redaktorem Chëczy, dodatku literacko-naukowego Zrzeszy Kaszëbskiej, oraz jej kierownikiem administracyjnym, działał w Związku Byłych Więźniów Politycznych, w którym w latach 1945-46 był wiceprezesem koła w Wejherowie, w Związku Uczestników Walki Zbrojnej o Wolność i Demokrację oraz w Związku Zawodowym Pracowników Przemysłu Poligraficznego. Był też ławnikiem.
Bardzo ofiarnie włączył się w działalność kaszubską. Jako członek Komitetu Wykonawczego przygotowywał Kongres Kaszubski, który odbył się 12 i 13 stycznia 1946 w Wejherowie, wygłosił też na nim referat o literaturze kaszubskiej i zabierał głos w sprawach politycznych. Próbował zakładać stowarzyszenie literatów kaszubskich Vitrznjô, czasopismo Cassubia, a nawet Instytut Kaszubski, w którym miał być skarbnikiem, ale te inicjatywy się nie zmaterializowały, podobnie jak myśl Rompskiego o samodzielnej republice kaszubskiej. Ale jeszcze 27 maja 1946 uczestniczył on w Sopocie w spotkaniu działaczy kaszubskich i władz województwa, a potem był członkiem Komitetu Rozwoju Gospodarczego Ziemi Kaszubskiej, choć były to pozorne inicjatywy ze strony administracji państwowej i partyjnej.
W Wejherowie pisarz związał się z Teatrem Ziemi Kaszubskiej im. J. Karnowskiego, dla którego napisał kilka tekstów. 22 sierpnia 1948 odbyła się premiera jego sztuki Jô chcę na svjat, wystawionej potem jeszcze parokrotnie, m.in. w Kościerzynie, i wycofanej po interwencji władz. Rompski domagał się od teatru i jego kierownika Klemensa Derca grania sztuk kaszubskich. W Wejherowie napisał m.in. kaszubski dramat Lelek (1948) oraz dwa teksty polskie: Ich tragedie (1948) i Pan w okularach (1949). Opublikował kilkanaście artykułów i utworów literackich, głównie na łamach Chëczy. Pisywał też do prasy codziennej, a w latach 1956-57 do tygodnika Ziemia i Morze.
Zaraz po wojnie Jan Rompski rozpoczął zaoczne studia na UMK w Toruniu, najpierw polonistyczne, potem etnograficzno-etnologiczne. Tu działał m.in. w Bratniej Pomocy, śpiewał też w uniwersyteckim chórze. W latach 1946-49 był prezesem Koła Naukowego Studentów Etnologii i Etnografii. 11 lipca 1949 otrzymał Medal Zwycięstwa i Wolności 1945. W drugiej połowie 1949 kierował wykopaliskami w ramach badań nad początkami państwa polskiego na Ślęzy i Sobótce. Otrzymywał stypendium wejherowskiego Zarządu Miejskiego. Od lutego do czerwca 1950 pracował jako referent socjalny w Centrali Dostaw Drzewnych, prawdopodobnie z tzw. nakazu pracy.
W 1948 poznał Janinę Bożenę Hutorowicz, z którą w 1949 r. wziął najpierw ślub cywilny w Toruniu, a później kościelny w Gdańsku Oliwie. W 1950 urodziła się ich córka Witosława, zam. Trębała, a w 1953 druga – Bogusława, zam. Dryja, która osiadła potem w Australii.
2 marca 1950 Jan Rompski został magistrem etnografii na podstawie rozprawy Smętk kaszubski, której promotorem była prof. Bożena Stelmachowska. Krótko potem kierował wykopaliskami w Niemczy. Od października 1950 do czerwca 1951 na Pomorzu Gdańskim prowadził grupę regionalną Państwowego Instytutu Sztuki w ramach Akcji Zbierania Folkloru Muzycznego. 1 lipca 1951 rozpoczął pracę w Muzeum Pomorskim (od 1965 – Okręgowym) w Toruniu, a 1 stycznia 1952 został dyrektorem jego działu organizacyjno-administracyjnego. W 1952 zamieszkał w Toruniu, w okolicy uniwersytetu. Sekretarzował Towarzystwu Przyjaciół Muzeum, należał do Polskiego Towarzystwa Archeologicznego, Polskiego Towarzystwa Ludoznawczego, Polskiego Towarzystwa Turystyczno-Krajoznawczego, Ligi Przyjaciół Żołnierza oraz Związku Bojowników o Wolność i Demokrację. W latach 1953-54 pracował przy gromadzeniu materiałów do Polskiego Atlasu Etnograficznego. 28 lutego 1955 otrzymał Medal 10-lecia Polski Ludowej, a 22 lipca 1957 Srebrny Krzyż Zasługi. Przyjęto go też do Związku Literatów Polskich, a w 1964 wstąpił do Polskiej Zjednoczonej Partii Robotniczej.

### Działalność kaszubska
W trudnej rzeczywistości powojennej pisarz szukał możliwości działania dla dobra regionu, jednak pole manewru było niewielkie. Jesienią 1952 Rompski uczestniczył w wieczorze literatury kaszubskiej w Gdańsku, a w 1953 pomagał utworzyć sekcję kaszubską przy gdańskim oddziale ZLP. Głównie ograniczał się jednak do twórczości pisząc do tzw. szuflady, ewentualnie spotykając się w gronie przyjaciół i omawiając sprawy kaszubskie. Nie orientował się przy tym wystarczająco w polityce władz, czego wyrazem może być zainspirowany przez niego we wrześniu 1956 memoriał grupy inteligencji i pisarzy kaszubskich o położeniu kulturalnym Kaszub, mający zwrócić uwagę głównych czynników politycznych w Polsce i Związku Radzieckim na niesprawiedliwe traktowanie Kaszubów. Nie został on jednak wysłany do adresatów.
W 1956 Jan Rompski współzakładał Zrzeszenie Kaszubskie, był członkiem Komitetu Założycielskiego i jego prezydium oraz wiceprezesem pierwszych władz naczelnych ZK. Na zebraniu założycielskim 2 grudnia 1956 wygłosił referat programowy. Ponownie wrócił też do twórczości dramatycznej i napisał kaszubskie sztuki: Za zemjã (1956), Pòrénk (1957), Roztrąbarch (1958), Lepszé checze (1958) i Gãsy ùd (1959). Po polsku napisał też scenariusz kaszubskiego obrzędu Scynanié kanië (1961). Zostawił w rękopisach wiele fragmentów dramatycznych z różnych okresów swej twórczości, sporo esejów na tematy regionalne oraz materiały słownikowe. W Zrzeszeniu był szefem komisji ds. pisowni kaszubskiej. Dość szybko rozczarował się działalnością władz ZK i w 1958 sporządził jej krytykę pt. Pogląd na dotychczasową działalność Zrzeszenia Kaszubskiego – przeciwstawienie do tego Rady i Zarządu Głównego.
Pod koniec 1960 Rompski stał się jednym z obiektów ataku władz na rzekomych separatystów kaszubskich. 14 grudnia 1960 przeprowadzono w jego toruńskim domu rewizję, zabierając korespondencję i rękopisy utworów oraz maszynopisy manifestów i krytyk, wezwano go też na przesłuchanie do Prokuratury Wojskowej 16 grudnia 1960. Pisarz protestował przeciwko temu w licznych listach do władz. Zaś 15 stycznia 1961 władze Zrzeszenia Kaszubskiego udzieliły mu nagany i zawiesiły w prawach członka na jeden rok za omawianie spraw kaszubskich poza forum organizacji. Te niesprawiedliwe szykany, które dotknęły również Aleksandra Labudę i Stefana Bieszka, zostały anulowane jako bezprawne decyzją nowych władz Zrzeszenia Kaszubsko-Pomorskiego podjętą 7 listopada 1971, czyli już po śmierci pisarza.

### Prace etnograficzne
W 1960 Jan Rompski został kierownikiem działu naukowo-oświatowego toruńskiego muzeum, w którym pracował do czerwca 1965. Aktywnie uczestniczył w pracach w terenie oraz w życiu naukowym, zbierał materiały do swej pracy doktorskiej Opowieści ludu kaszubskiego. Odbicie rzeczywistości społecznej XIX i XX w., którą pisał u prof. Józefa Burszty z Uniwersytetu im. Adama Mickiewicza w Poznaniu. Zgromadził ponad 1000 stron notatek i szkiców do tego tematu.
W połowie 1965 Rompski został dyrektorem muzeum w Grudziądzu, ale od 1 stycznia 1966, być może z powodów mieszkaniowych, znów pracował w Toruniu, gdzie był kierownikiem działu budownictwa ludowego w Muzeum Etnograficznym. Pracował przy organizacji i budowie toruńskiego skansenu, jako członek partii był też przewodniczącym Rady Zakładowej w muzeum. W ostatnich dniach grudnia 1969 r. dostał ostrego ataku kolki i po dwóch dniach cierpień zmarł 30 grudnia 1969 w szpitalu w Toruniu. Został pochowany 5 stycznia 1970 na cmentarzu w Kartuzach niedaleko grobu swego mistrza Aleksandra Majkowskiego.

### Pokłosie
Krótko po śmierci ukazał się zbiór 23 wierszy Rompskiego Pòmión zwònów (1970), poświęcony pobytowi w Stutthofie, częściowo też sfinansowany przez Państwowe Muzeum Stutthof, a zredagowany przez Jana Trepczyka. Z Edmundem Puzdrowskim zredagował on również wydany przez ZK-P obszerny tom 120 liryków zmarłego przyjaciela, któremu dał tytuł Wiérzte (1980). Wcześniej wydano rozprawę Rompskiego Ścinanie kani. Kaszubski zwyczaj ludowy (1973), z wprowadzeniem Teresy Karwickiej, zaś w 1987 nakładem ZK-P ukazał się jedyny jak dotychczas utwór teatralny J. Rompskiego – Jô chcę na swiat. Komédia w trzech aktach. Jego wiersze, proza i sztuki oraz liczne archiwalia, zakupione w latach 1970-73 od żony i córki, znajdują się w rękopiśmiennych zbiorach Muzeum Piśmiennictwa i Muzyki Kaszubsko-Pomorskiej w Wejherowie.

## Résumé
Jan Rompski był bogatą osobowością, pełną pasji i wiary w sens swej pracy, choć często osamotnioną, niezrozumianą i trudną we współżyciu i współpracy. W liryce kontynuował romantyczny model poety-wieszcza, wiele wierszy, których napisał prawie 300, poświęcił pięknu Kaszub i duchowemu bogactwu kaszubskiej nacji. Wzorował się na Słowackim, wiersze pisał klasyczne w formie, rymowane i zwrotkowe, przypominające utwory Jana Trepczyka. Miał podobną łatwość tworzenia, podobnie też wracał do tych samych myśli i tematów. Trepczyk pogłębił to podobieństwo redagując rękopisy przyjaciela do druku.
Wczesne próby dramatyczne Rompskiego również pełne są cech romantyzujących, później zwraca się on ku klimatom farsowym i komicznym. Nie rezygnuje jednak z treści ideowych, które niekiedy łączy nawet z publicystyką. Podobnie łatwo pisał dialogi i sceny swych sztuk, np. utwór Roztrąbarch miał napisać w jeden dzień.
Najwartościowszą częścią dorobku J. Rompskiego jest niewątpliwie dokumentacja świata kaszubskich zwyczajów i obrzędów, a zatem tego dziedzictwa kulturowego, które w dużej mierze zniknąło już we mgle historii. Dzięki jego ofiarnej pracy można go odtworzyć, wykorzystując notatki i opracowania etnograficzne oraz jego publikowany dorobek naukowy.
Osoba, myśli i dzieło Jana Rompskiego przyciągają uwagę badaczy i występują we wszystkich opracowaniach historii piśmiennictwa kaszubskiego oraz w kilkunastu kaszubskich i polskich antologiach literackich. Już w 1979 Krystyna Muza pisała o nim w pracy magisterskiej Portret pisarza i regionalisty kaszubskiego, a w 1999 Alicja Dunajska, zam. Skwarło, uzyskała tytuł magistra na podstawie monografii życia i twórczości poety. W 2005 Muzeum Piśmiennictwa i Muzyki Kaszubsko-Pomorskiej w Wejherowie wydało swój tom I katalogu rękopisów, poświęcony spuściźnie Jana Rompskiego, opracowany przez Janinę Kurowską i uzupełniony o skrót pracy A. Skwarło. W najbliższych planach muzeum znajduje się wydanie kaszubskich dramatów twórcy.